# 431 v.Chr.

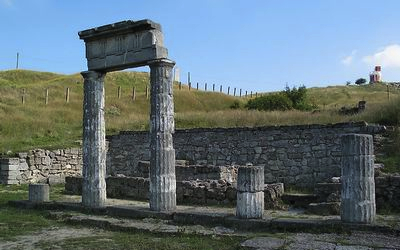
Pantikapaion, de hoofdstad van het Bosporuskoninkrijk (het huidige Kertsj)

Het jaar 431 v.Chr. is een jaartal volgens de christelijke jaartelling.

## Gebeurtenissen

### Griekenland
- Er breekt opnieuw oorlog uit tussen Sparta en Athene: de Peloponnesische Oorlog.
- Pericles laat de bevolking van Attica evacueren binnen de Lange Muren van Athene.
- De Spartaanse koning Archidamus II valt met zijn leger Attica binnen. Door verwoesting van de akkers proberen de Spartanen de Atheners uit te hongeren, maar die hebben aanvoer vanaf zee. Met hun schepen kunnen ze op hun beurt Sparta en zijn bondgenoten aanvallen. Sparta vraagt de Perzen om hulp.
- Phidias wordt beschuldigd van verduistering van staatsgelden en verbannen naar Olympia.
- Athene verovert de oude rivaal Egina.
- Satyrus volgt Spartocus op als vorst van het Bosporuskoninkrijk.
- Abdera neemt onder leiding van de Atheense proxenos Nymphodoros (via diens zwager, de Odrysische koning Sitalkes), het initiatief tot een vereniging van Thracië met Macedonië.[1]

### Italië
- Rome verslaat de Aequi en de Volsci in de slag op de berg Algidus.